# Борхман, Анке
А́нке Бо́рхман (нем. Anke Borchmann; род. 23 июня 1954, Нойкален), в девичестве Грю́нберг (нем. Grünberg) — немецкая гребчиха, выступавшая за сборную ГДР по академической гребле во второй половине 1970-х годов. Чемпионка летних Олимпийских игр в Монреале, двукратная чемпионка мира, победительница многих регат национального и международного значения.

## Биография
Анке Грюнберг родилась 23 июня 1954 года в городе Нойкален, ГДР. Проходила подготовку в Берлине и Потсдаме в местных спортивных клубах «Динамо».
Первого серьёзного успеха на взрослом международном уровне добилась в сезоне 1975 года, когда вошла в основной состав восточногерманской национальной сборной и побывала на чемпионате мира в Ноттингеме, откуда привезла награду золотого достоинства, выигранную в зачёте парных четвёрок с рулевой.
Благодаря череде удачных выступлений удостоилась права защищать честь страны на летних Олимпийских играх 1976 года в Монреале — в составе команды, куда также вошли гребчихи Ютта Лау, Виола Полай, Росвита Цобельт и Лиане Вайгельт, заняла первое место в парных рулевых четвёрках и стала таким образом олимпийской чемпионкой. За это выдающееся достижение была награждена орденом «За заслуги перед Отечеством» в серебре.
После монреальской Олимпиады Борхман осталась в составе гребной команды ГДР и продолжила принимать участие в крупнейших международных регатах. Так, в 1978 году она стартовала в парных двойках на мировом первенстве в Амстердаме, где так же обошла всех соперниц и завоевала золотую медаль.
На чемпионате мира 1978 года в Карапиро заняла в парных двойках лишь шестое место.
Завершив спортивную карьеру, работала в администрации Национальной народной армии в Потсдаме. После объединения Германии перешла в водную полицию. Проживала в Вердере.